# Ritual Groove
Albums de Donovan
Beat Cafe
(2004)
Ritual Groove est un album de Donovan sorti en 2010.
À l'origine, l'album devait s'intituler The Promise et constituer le successeur de Sutras, sorti en 1996, mais l'échec commercial de ce dernier entraîna l'abandon du projet. Donovan reprit le travail sur ce projet, qu'il qualifie de « bande originale pour un film pas encore réalisé », après la sortie de Beat Cafe, en 2004.

## Titres

### Disque 1
1. Univerz
2. E-Motion
3. Waves
4. Diggin' the Future Now
5. I'm an American
6. Mistaken Eternity
7. Cherchez l'erreur
8. Shaman
9. The Mountain
10. Devil Weed
11. The Olive Tree
12. Linda
13. Local Boy Chops Wood
14. The Breath

### Disque 2
1. The Illusion
2. Flame
3. Refugee of Love
4. Still Waters
5. Big Pop Star
6. Love Seed
7. Ja Healer
8. Gentle Heart
9. Dreams of Love
10. A Woman's Work
11. Save the World
12. The Breath (Reprise)
13. I Am the Shaman